# 安·理查茲
多蘿西·安·理查茲（Dorothy Ann Richards，1933年9月1日—2006年9月13日）是美國德克薩斯州一位民主黨政治人物，1991年至1995年擔任德克薩斯州州長。她是德克薩斯州史上第二位女州長，在同為民主黨籍的米麗安·A·費格森之後。